# Campeonato Mundial de Esgrima de 1999
El LXI Campeonato Mundial de Esgrima se celebró en Seúl (Corea del Sur) entre el 1 y el 8 de noviembre de 1999 bajo la organización de la Federación Internacional de Esgrima (FIE) y la Federación Surcoreana de Esgrima.

## Medallistas

### Masculino
| Evento              | Oro                                                                           | Plata                                                                                 | Bronce                                                                                |
| ------------------- | ----------------------------------------------------------------------------- | ------------------------------------------------------------------------------------- | ------------------------------------------------------------------------------------- |
| Florete individual  | Serhi Holubytsky · Ucrania                                                    | Matteo Zennaro · Italia                                                               | Wolfgang Wienand · Alemania · Kim Young-Ho · Corea del Sur                            |
| Florete por equipos | Lionel Plumenail Patrice Lhôtellier Jean-Noël Ferrari Jean-Yves Robin Francia | Wang Haibin Ye Chong Zhang Jie Dong Zhaozhi China                                     | Adam Krzesiński · Piotr Kiełpikowski · Sławomir Mocek · Wojciech Szuchnicki · Polonia |
| Espada individual   | Arnd Schmitt · Alemania                                                       | Péter Vánky · Suecia                                                                  | Kaido Kaaberma · Estonia · Pavel Kolobkov · Rusia                                     |
| Espada por equipos  | Jean-François Di Martino Éric Srecki Hugues Obry Rémy Delhomme Francia        | Arnd Schmitt · Marc-Konstantin Steifensand · Jörg Fiedler · Elmar Borrmann · Alemania | Iván Trevejo · Carlos Pedroso · Nelson Loyola Torriente · Camilo Boris · Cuba         |
| Sable individual    | Damien Touya Francia                                                          | Stanislav Pozdniakov · Rusia                                                          | Jean-Philippe Daurelle · Francia · Luigi Tarantino · Italia                           |
| Sable por equipos   | Damien Touya Jean-Philippe Daurelle Mathieu Gourdain Julien Pillet Francia    | Marcin Sobala · Norbert Jaskot · Rafał Sznajder · Arkadiusz Nowinowski · Polonia      | Stanislav Pozdniakov · Alexei Frosin · Serguei Sharikov · Alexei Diachenko · Rusia    |

### Femenino
| Evento              | Oro                                                                           | Plata                                                                                   | Bronce                                                                    |
| ------------------- | ----------------------------------------------------------------------------- | --------------------------------------------------------------------------------------- | ------------------------------------------------------------------------- |
| Florete individual  | Valentina Vezzali · Italia                                                    | Sabine Bau · Alemania                                                                   | Svetlana Boiko · Rusia · Felicia Zimmermann · Estados Unidos              |
| Florete por equipos | Sabine Bau · Monika Weber · Rita König · Simone Bauer · Alemania              | Sylwia Gruchała · Barbara Wolnicka · Magdalena Mroczkiewicz · Alicja Kryczało · Polonia | Xiao Aihua Meng Jie Yuan Li Shi Haiying China                             |
| Espada individual   | Laura Flessel Francia                                                         | Diana Romagnoli · Suiza                                                                 | Mirayda García Soto · Cuba · Ildikó Mincza · Hungría                      |
| Espada por equipos  | Ildikó Mincza · Gyöngyi Szalay · Hajnalka Tóth · Tímea Nagy · Hungría         | Yang Shaoqi Liang Qin Li Na China                                                       | Imke Duplitzer · Claudia Bokel · Kristina Ophardt · Katja Nass · Alemania |
| Sable individual    | Yelena Jemayeva Azerbaiyán                                                    | Ilaria Bianco · Italia                                                                  | Anna Ferraro · Italia · Ève Pouteil-Noble · Francia                       |
| Sable por equipos   | Ilaria Bianco · Anna Ferraro · Alessia Tognolli · Daniela Colaiacomo · Italia | Ève Pouteil-Noble Cécile Argiolas Anne-Lise Touya Magali Carrier Francia                | Yelena Jemayeva Anjela Volkova Tatyana Dyaçenko Azerbaiyán                |

## Medallero
| Núm. | País           | Oro | Plata | Bronce | Total |
| ---- | -------------- | --- | ----- | ------ | ----- |
| 1    | Francia        | 5   | 1     | 2      | 8     |
| 2    | Alemania       | 2   | 2     | 2      | 6     |
| 2    | Italia         | 2   | 2     | 2      | 6     |
| 4    | Azerbaiyán     | 1   | 0     | 1      | 2     |
| 4    | Hungría        | 1   | 0     | 1      | 2     |
| 6    | Ucrania        | 1   | 0     | 0      | 1     |
| 7    | China          | 0   | 2     | 1      | 3     |
| 7    | Polonia        | 0   | 2     | 1      | 3     |
| 9    | Rusia          | 0   | 1     | 3      | 4     |
| 10   | Suecia         | 0   | 1     | 0      | 1     |
| 10   | Suiza          | 0   | 1     | 0      | 1     |
| 12   | Cuba           | 0   | 0     | 2      | 2     |
| 13   | Corea del Sur  | 0   | 0     | 1      | 1     |
| 13   | Estados Unidos | 0   | 0     | 1      | 1     |
| 13   | Estonia        | 0   | 0     | 1      | 1     |
|      | TOTAL          | 12  | 12    | 18     | 42    |